# 纯正国民党 (南非)
纯正国民党是指从赫尔佐格的国民党中由阿非利卡民族主义强硬派于D·F·马兰领导下所分离出来一个政党；其存在时间为从1935年到1948年。
1935年，由赫尔佐格领导的国民党与扬·斯穆特的南非党合并，并组成联合党；而由D·F·马兰领导的阿非利卡民族主义强硬派别强烈反对合并。马兰和其他19名国民党议员离开国民党，并成立纯正国民党；在接下来的14年中马兰一直领导该党。
1939年，针对南非是否需加入二战之分歧导致联合党分裂；赫尔佐格国民党脱离联合党，并与纯正国民党合并，成立联合（Herenigde）国民党；该党在1948年南非大选中击败联合党。